# حنان العطار
حنان العطار (ولدت في 24 سبتمبر 1975) هي مغنية أوبرا سوبرانو أمريكية كانت لها مسيرة دولية نشطة في الحفلات الموسيقية والأوبرا منذ أوائل العقد الأول من القرن الحادي والعشرين. قدمت عروضها مع العديد من شركات الأوبرا والأوركسترا الرائدة في الولايات المتحدة وأوروبا وتعاونت مع قادة بارزين مثل بلاسيدو دومينغو وجيمس كونلون وميغيل هارث بيدويا .

## الحياة المبكرة والتعليم
ولدت حنان العطار في مدينة هيوستن في تكساس. بدأت اهتمامها بالأوبرا عندما كانت طالبة في أكاديمية سانت أغنيس في مدينتها الأم. درست الأداء الصوتي في جامعة تكساس في أوستن ومع مارلينا مالاس وديان ريتشاردسون في مدرسة جوليارد في مدينة نيويورك. أثناء وجودها في جوليارد لعبت أدوارًا في العديد من الإنتاجات بما في ذلك تاتيانا في يوجين أونجين وليدي بيلوز في ألبرت هيرينج لبريتن والدور الرئيسي في العندليب لإيغور سترافينسكي (2004). في مراجعة صحيفة نيويورك تايمز للأداء الأخير كتب آلان كوزين أن "[ألاتار] غنى موسيقى العندليب بجمال ومرونة وقدر مناسب من البراعة المتهورة".
شاركت العطار في برنامج نيو هورايزون في مهرجان أسبن للموسيقى من عام 2000 إلى عام 2002 وفازت في مسابقة أسبن كونشيرتو في عام 2002. أثناء وجودها في أسبن قامت بدور بلانش في إنتاج إدوارد بيركلي لحوارات الكرمليين لبولينك تحت قيادة جيمس كونلون وغنت جيورجيتا في التبارو لبوتشيني مع المايسترو جوليوس رودل وقامت بدور البطولة في لوسيا دي لاميرمور لدونيزيتي. في الفترة 2002-2003 كانت عضوًا في برنامج الفنانين الشباب في مسرح الأوبرا في سانت لويس. كانت من بين المتأهلين للنهائيات في مسابقة إليانور ماكولوم التي نظمتها دار أوبرا هيوستن الكبرى وفي عام 2004 حصلت على جائزة مؤسسة سوليفان.

## حياة مهنية
ظهرت العطار لأول مرة في مجال الأوبرا الاحترافية في عام 2004 مع مسرح أوبرا سانت لويس (أوتسل) بدور ساكاجاويا في العرض الأول عالميًا لأوبرا ستيفن ماجر حلم المحيط الهادئ. وفي وقت لاحق من ذلك العام ظهرت لأول مرة مع أوبرا مدينة نيويورك (نيكو) بدور الخادمة الأولى في أوبرا دافني لريتشارد شتراوس. ومنذ ذلك الحين عادت إلى نيويورك بدور الماء في فيلم الأمير الصغير لراشيل بورتمان (2005) ودور زيرلينا في أوبرا دون جيوفاني لموتسارت (2006).
في عام 2005 ظهرت العطار لأول مرة مع أوبرا جوثام تشامبر (جي سي أوه) في مدينة نيويورك بدور ألسيستي في أوبرا هاندل أريانا في كريتا. وفي العام نفسه قامت بدور المرأة المتسولة في أوبرا سويني تود من تأليف ستيفن سوندهايم مع فرقة أوبرا وولف تراب وبوبيكوف في أوبرا القيصر فون أتلانتس من تأليف فيكتور أولمان مع أوركسترا شيكاغو السيمفونية في مهرجان رافينيا. وفي عام 2006 ظهرت لأول مرة مع أوبرا لوس أنجلوس بدور حب في تتويج بوبياوعادت إلى أوبرا لوس أنجلوس في وقت لاحق من ذلك العام لإنشاء دور دراجونيت في العرض الأول عالميًا لفيلم جريندل للمخرج إليوت جولدنثال وتجسيد الصوت السماوي في دون كارلو. في عام 2007 جسدت دور جيتا في فيلم دير زويرج للمخرج ألكسندر فون زيملينسكي مع الأوركسترا السيمفونية الأمريكية في مهرجان بارد للموسيقى.
في عام 2008 عادت العطار إلى مهرجان رافينيا في شيكاغو لتصوير كونستانزي في فيلم الاختطاف من السراي لموزارت وظهرت لأول مرة مع بالم بيتش أوبرا في دور جيلدا في فيلم فيردي ريجوليتو. وفي عام 2009 عادت إلى أوبرا بوسطن الغنائية لتجسيد شخصية روزينا في أوبرا أشباح فرساي لجون كوريليانو كما ظهرت لأول مرة مع أوبرا بوسطن الغنائية بدور ميكايلا في كارمن. في عام 2010 قامت بدور كلاريس في إنتاج جي سي أوه لأوبرا عالم القمر لهايدن في قبة هايدن السماوية في مدينة نيويورك. في عام 2011 ظهرت لأول مرة مع أوبرا سياتل بدور بامينا في الفلوت السحري.
في عام 2007 قامت العطار بأول ظهور أوروبي لها بدور بوسيت في أوبرا مانون لماسينيت في دار الأوبرا الحكومية في برلين تحت قيادة المايسترو دانييل بارينبويم. وفي عام 2009 قامت بظهورها الأول في المملكة المتحدة بدور موسيتا في إنتاج جوناثان ميلر لأوبرا البوهيميفي الأوبرا الوطنية الإنجليزية. عادت إلى الأوبرا الوطنية الإنجليزية في عام 2010 لتلعب الدور الرئيسي ليلى في أوبرا جورج بيزيه المبكرة صيادو اللؤلؤ في إنتاج محدث من إخراج المخرجة البريطانية بيني وولكوك.

## روابط خارجية
- الموقع الرسمي
- حنان العطار في قاعدة بيانات الأفلام على الإنترنت
- أوبرا أماريلو تقدم لوسيا دي لاميرمور بطولة حنان العطار في دور لوسيا